# Conde do Carvalhal
Conde do Carvalhal é um título nobiliárquico criado pela Rainha D. Maria II de Portugal, por Decreto e Carta de 13 de Outubro de 1835, em favor de D. João José Xavier do Carvalhal Esmeraldo e Vasconcelos de Atouguia de Bettencourt de Sá Machado.
Titulares
1. João José Xavier do Carvalhal Esmeraldo e Vasconcelos de Atouguia de Bettencourt de Sá Machado, 1.º Conde do Carvalhal;
2. António Leandro da Câmara Leme do Carvalhal Esmeraldo de Atouguia de Sá Machado, 2.º Conde do Carvalhal;

Após a Implantação da República Portuguesa, e com o fim do sistema nobiliárquico, usaram o título: 
1. D. Maria José de Castro Pamplona, 3.ª Condessa do Carvalhal, 9.ª Condessa de Resende e 2.ª Viscondessa de Beire;
2. D. João de Castro de Mendia, 4.º Conde do Carvalhal, 12.º Marquês das Minas, 16.º Conde do Prado, 10.º Conde de Resende e 3.º Visconde de Beire;
3. D. Maria Inez Magalhães e Menezes de Castro de Mendia, 5.ª Condessa do Carvalhal, 17.ª Condessa do Prado.[2]